# Austin Arrow
Pour les articles homonymes, voir Austin et Arrow.
 (mars 2025).
Une Austin Arrow (Austin Flèche, en anglais) est une voiture de sport électrique de 2025, du constructeur automobile britannique Austin Motor Company.

## Historique

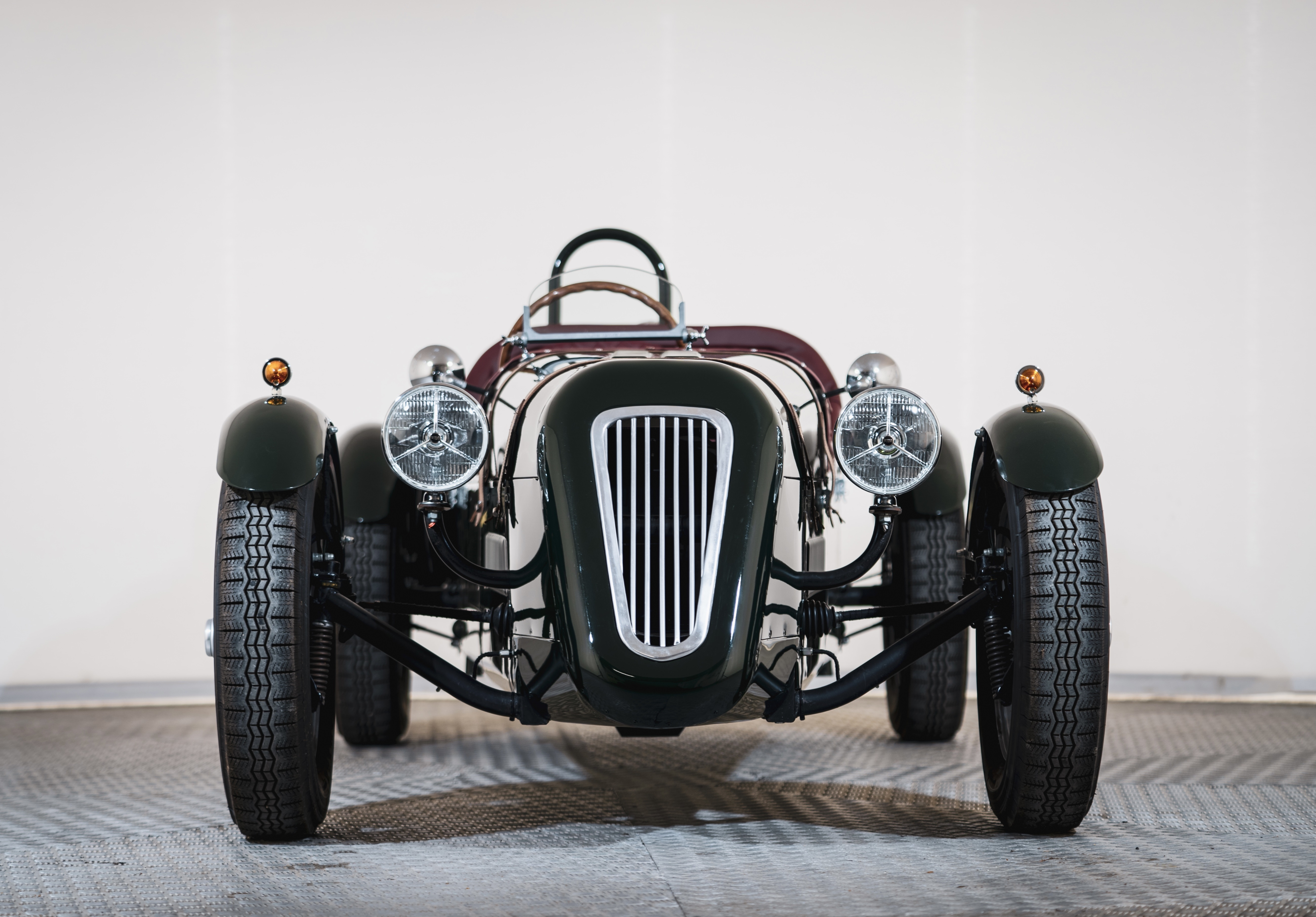

L'ingénieur britannique John Stubbs rachète les droits et recréé la marque « Austin Motor Company » en 2015, à Rayne (Essex), à 80 km au nord-est de Londres, au Royaume-Uni, pour faire renaître cette marque britannique disparue depuis les années 2000,. 
Il crée et conçoit ce prototype de véhicule électrique Austin Arrow en 2021 (et version Arrow 2 biplace) avec un design néo-rétro de voiture de sport speedster de style Austin 7, cyclecar, Sandford cyclecar, GN, MG 'Old Number One', Morgan 4/4, MG Q-type, Jaguar SS1 ou encore de Bugatti Type 35 des années 1930, motorisée par un moteur électrique de 15 kW, avec une batterie lithium de 20 kW pour près de 190 km d'autonomie et 100 km/h de vitesse de pointe. 